# Броміди

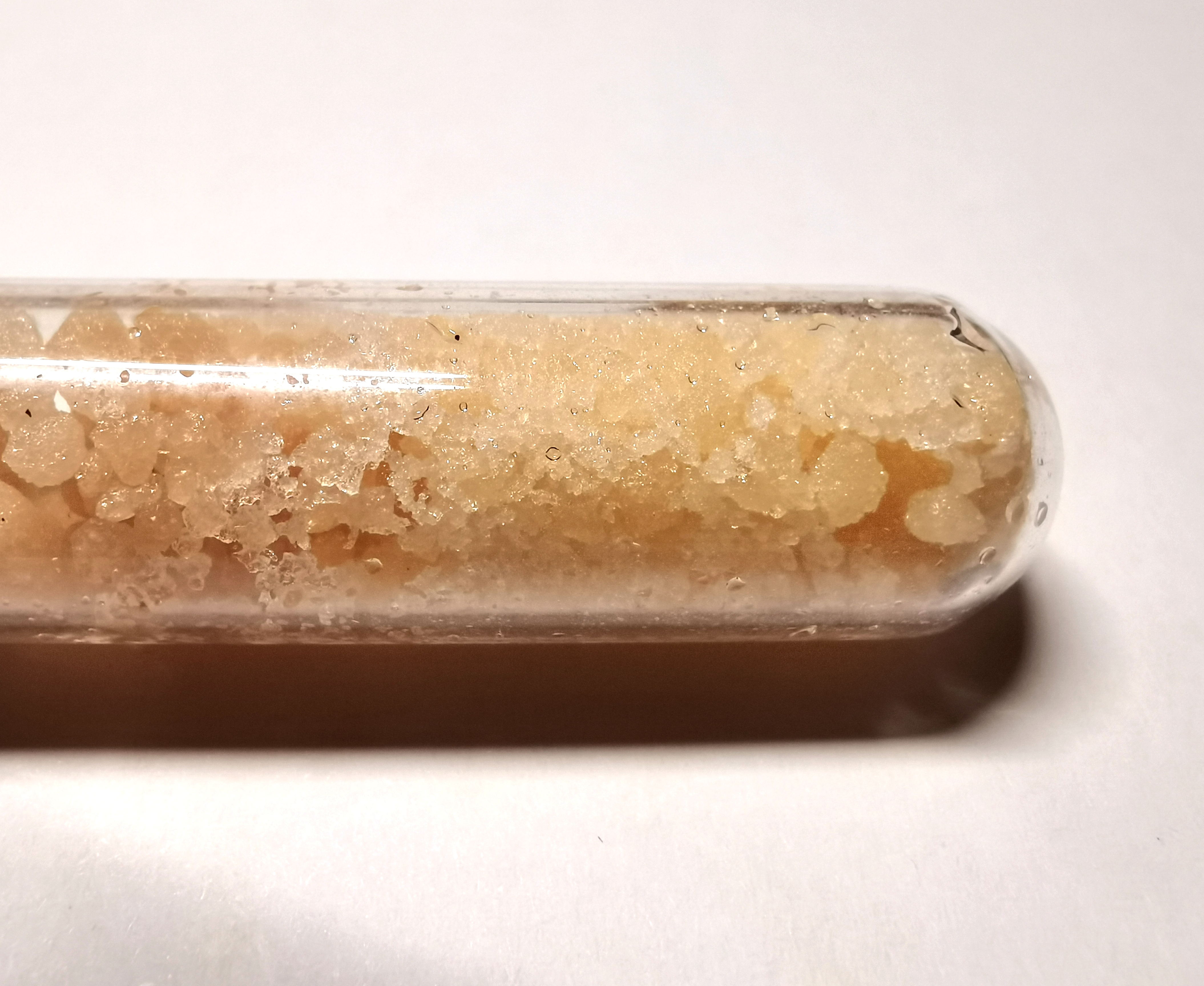
Кристали Гадолінію (III) броміду

Бромі́ди — солі бромідної кислоти HBr. Належать до галогенідів. Бромід-іон є аніоном і також скорочено називається бромідом.

## Неорганічна хімія
Бромід срібла AgBr зустрічається в природі як бромід срібла (броміт, бромаргірит).
Бромідна сіль містить іони броміду (Br−) у своїй іонній решітці, які просто негативно заряджені. Вони утворюються, наприклад, при взаємодії металів з елементарним бромом або бромистоводневою кислотою. Нейтралізація оксидів або гідроксидів металів бромистоводневою кислотою також призводить до утворення бромідних солей цих металів.
До неорганічних бромідів належать, наприклад, солі:
- бромід заліза (III) (FeBr3)
- бромід іридію (III) (IrBr3)
- бромід калію (KBr)
- бромід літію (LiBr)
- бромід магнію (MgBr2)
- бромід натрію (NaBr)
- бромід рубідію (RbBr)
- бромисте срібло (AgBr)

## Органічна хімія
Інколи органічні сполуки, які містять бром, теж називають бромідами, всупереч правилам IUPAC.
Існують також органічні броміди, в яких бром присутній як бромід-іон, наприклад, у гідробромідах або в броміді тетраметиламонію. В органічних бромідах, які не є солями, бром ковалентно зв'язаний з атомом вуглецю. Прикладами органічних сполук брому є:
- бромистий метил (бромметан)
- метилен бромід (дібромметан)
- Бензилбромід (α-бромтолуол, бромметилбензол)
- ацетилбромід (бромід оцтової кислоти)
- бромбензол

## Отримання
Отримують при взаємодії бромідної кислоти з іншими солями та основами. Або під час реакцій обміну з іншими бромідами та солями:
{\displaystyle {\ce {2HBr + Sr(OH)_2 -> SrBr_2 + 2H_2O}}}
{\displaystyle {\ce {2HBr + CaCO_3 ->H_2O + CO_2 + CaBr_2}}}
{\displaystyle {\ce {CuBr_2 + 2NH_4NO_3 -> Cu(NO_3)_2 + 2NH_4Br}}}

## Якісна реакція на визначення бромід— іона
Бромід іон можна визначити за допомогою реакції зі сполуками Аргентуму. В результаті утвориться нерозчинна сіль жовтого кольору.
{\displaystyle {\ce {NaBr + AgNO3=AgBr v +NaNO3}}}
Також ця реакція дозволяє проводити якісний аналіз поміж інших солей галогеноводнів (хлоридів, йодидів).

## Знаходження у природі
Броміди присутні в морській воді в концентрації близько 65 мг/л, що становить близько 0,2 % маси морської солі. Морепродукти зазвичай містять підвищену концентрацію бромідів. Особливо багато бромідів у морських водоростях, деякі з яких можуть бути джерелом їхнього промислового отримання.

## Броміди у медицині
Броміди підвищують здатність концентрувати і посилювати процеси гальмування в корі головного мозку.
У медичній практиці використовують бромід натрію, бромід калію та бромід амонію. Застосовують броміди при нервових розладах — неврастенії, неврозах, істерії, підвищеній дратівливості, безсонні, гіпертонії, епілепсії і хореї.

## Токсичність бромідів
При тривалому прийомі бромідів можливі побічні явища (бромізм): кашель, нежить, кон'юнктивіт, шкірні висипання (бромодерма).

## Використання
- Бромід калію використовують, зокрема, в ІЧ-техніці.

- Бромід натрію — при виготовленні світлочутливих матеріалів та в медицині.

- Бромід срібла AgBr застосовується у фотографії як світлочутлива речовина.

- Розчини бромідів використовуються в нафтовидобуванні.

- Розчини бромідів важких металів використовуються як «важкі рідини» при збагаченні корисних копалин методом флотації.